# Fritz Wagner (Politiker, 1895)
Fritz Wagner (* 12. Februar 1895 in Salzungen; † 21. März 1962 in Bad Salzungen) war ein deutscher Reichsbanner-Funktionär, Parteifunktionär (SPD/SED) und Landrat des Landkreises Meiningen und Vorsitzender des Rates des Kreises Bad Salzungen.

## Leben
Wagner absolvierte nach dem Besuch der Volksschule eine Lehre zum Maschinenschlosser. 1911 trat er in den Deutschen Metallarbeiter-Verband (DMV) ein und 1917 in die Sozialdemokratische Partei Deutschlands (SPD). Von 1915 bis 1917 nahm er als Heeressoldat am Ersten Weltkrieg teil. 1918 wurde er Mitglied eines Arbeiter- und Soldaten-Rates in Hamburg. Seit 1920 lebte er in Meiningen und arbeitete als Verwalter des dortigen Volkshauses. Ab 1925 war er in der Geschäftsführung der Meininger Zeitung „Werra-Wacht“ tätig. 1930 wurde er Gausekretär des Reichsbanners Schwarz-Rot-Gold in Kassel. 1931 wurde er Mitglied der Gauführung des Reichsbanners in Thüringen.
Nach der Machtergreifung wurde Wagner aus politischen Gründen von Ende Juni 1933 bis Mitte August 1933 im KZ Breitenau gefangen. Wagner arbeitete ab 1935 als Inhaber eines Lebensmittelhandels und betätigte sich illegal gegen das NS-Regime. 1939 wurde er zur Wehrmacht eingezogen, nahm am Zweiten Weltkrieg teil und geriet in amerikanische Kriegsgefangenschaft.
Nach dem Ende des Nationalsozialismus kehrte er nach Meiningen zurück und trat in die wieder gegründete SPD ein. Ab Januar 1946 war er hauptamtlicher Sekretär der SPD für Südthüringen und wurde nach der Zwangsvereinigung von SPD und KPD Mitglied der Sozialistischen Einheitspartei Deutschlands (SED) und fungierte als Mitglied des Landesvorstands. Ab April 1947 war er als stellvertretender SED-Landesvorsitzender zuständig für die Personalpolitik. 1948 wurde er auf den Posten des Landrats vom Kreis Meiningen versetzt und gezwungen, seinen Platz im Sekretariat an den Kommunisten Willy Eberling abzutreten. Ab 1951 fungierte er als Landrat des neugegründeten Landkreis Bad Salzungen. Als Vorsitzender des Rates des Kreises Bad Salzungen starb Wagner 1962.